# Dendrobium aprinoides
Dendrobium aprinoides är en orkidéart som beskrevs av Johannes Jacobus Smith. Dendrobium aprinoides ingår i släktet Dendrobium, och familjen orkidéer. Inga underarter finns listade i Catalogue of Life.